# Azotan uranylu
Azotan uranylu, UO2(NO3)2 – nieorganiczny związek chemiczny, sól kwasu azotowego i uranu, zawierająca jako kation jon uranylowy UO2+2. Tworzy żółto-zielone kryształy (heksahydrat), wykazujące tryboluminescencję.
Azotan uranylu powstaje np. przez reakcję soli uranowych z kwasem azotowym. Jest rozpuszczalny w wodzie, etanolu, acetonie, i eterze, ale nie w benzenie, toluenie, i chloroformie.